# الدرع (مسلسل)
الدرع هو مسلسل تلفزيوني أمريكي من 88 حلقة من 45 دقيقة، من تأليف وإنتاج شاون ريان بدأ بت السلسلة بين 12 مارس 2002 و25 نوفمبر 2008 على القناة التلفزيونية الأمريكية FX.

## روابط خارجية
- الدرع على موقع IMDb (الإنجليزية)
- الدرع على موقع ميتاكريتيك (الإنجليزية)
- الدرع على موقع الموسوعة البريطانية (الإنجليزية)
- الدرع على موقع روتن توميتوز (الإنجليزية)
- الدرع على موقع كينوبويسك (الروسية)
- الدرع على موقع ألو سيني (الفرنسية)
- الدرع على موقع قاعدة بيانات الفيلم (الإنجليزية)